# Liste der Kulturdenkmale in Gerstungen
Die Liste der Kulturdenkmale in Gerstungen umfasst die als Ensembles, Straßenzüge und Einzeldenkmale erfassten Kulturdenkmale in der thüringischen Gemeinde Gerstungen im Wartburgkreis.
Die Angaben in der Liste ersetzen nicht die rechtsverbindliche Auskunft der zuständigen Denkmalschutzbehörde.

## Legende
- Bild: zeigt ein Bild des Kulturdenkmals und gegebenenfalls einen Link zu weiteren Fotos des Kulturdenkmals im Medienarchiv Wikimedia Commons
- Bezeichnung: Name, Bezeichnung oder die Art des Kulturdenkmals
- Lage: Wenn vorhanden Straßenname und Hausnummer des Kulturdenkmals; Grundsortierung der Liste erfolgt nach dieser Adresse. Der Link Karte führt zu verschiedenen Kartendarstellungen und nennt die Koordinaten des Kulturdenkmals.
 Kartenansicht, um Koordinaten zu setzen – in dieser Kartenansicht sind Kulturdenkmale ohne Koordinaten mit einem roten bzw. orangen Marker dargestellt und können in der Karte gesetzt werden. Kulturdenkmale ohne Bild sind mit einem blauen bzw. roten Marker gekennzeichnet, Kulturdenkmale mit Bild mit einem grünen bzw. orangen Marker.
- Datierung: gibt das Jahr der Fertigstellung beziehungsweise das Datum der Erstnennung oder den Zeitraum der Errichtung an
- Beschreibung: bauliche und geschichtliche Einzelheiten des Kulturdenkmals, vorzugsweise die Denkmaleigenschaften
- ID: Die ID identifiziert das Kulturdenkmal eindeutig. In Thüringen sind aktuell keine IDs veröffentlicht. In der ID-Spalte kann sich auch folgendes Icon  befinden, dies führt zu Angaben zu diesem Kulturdenkmal bei Wikidata.

## Ensembles
| Bild | Bezeichnung                                                  | Lage | Datierung | Beschreibung                                   | ID |
| --- | ------------------------------------------------------------ | --- | --------- | ---------------------------------------------- | -- |
| BW | Bauliche Gesamtanlage Schloss Wilhelmsthal                   | Eckardtshausen, Wilhelmsthal 1, 1a, 2, 3, 4, 5, 6, 7, 8, 9, 16, 18 (Karte) |           | Schloss mit Nebengebäude, Park und Ausstattung |    |
| [[Vorlage:Bilderwunsch/code!/O:!/C:50.967951,10.076853!/D:Am Erlenbach komplett; Am Mühlrasen komplett; An der Kirche komplett; An der Werra komplett; Brückenstraße komplett; Im Brühl komplett; Im Jordan komplett; Karlstraße 1–33; Kirchgasse komplett; Löbersgasse 1–23; Marienstraße 1–16; Markt komplett; Mühlgasse 1–23; Schulplatz komplett; Sophienstraße komplett, Bauliche Gesamtanlage Historischer Ortskern Gerstungen!/\|BW]]                                                  | Bauliche Gesamtanlage Historischer Ortskern Gerstungen       | Gerstungen, Am Erlenbach komplett; Am Mühlrasen komplett; An der Kirche komplett; An der Werra komplett; Brückenstraße komplett; Im Brühl komplett; Im Jordan komplett; Karlstraße 1–33; Kirchgasse komplett; Löbersgasse 1–23; Marienstraße 1–16; Markt komplett; Mühlgasse 1–23; Schulplatz komplett; Sophienstraße komplett (Karte)                                              |           |                                                |    |
| BW | Bauliche Gesamtanlage Friedhof, Gefallenendenkmal Gerstungen | Gerstungen, Friedhofstraße o. Nr. (Karte) |           |                                                |    |
| [[Vorlage:Bilderwunsch/code!/O:!/C:50.992692,10.155208!/D:Eisenacher Straße 2; Gerstunger Straße 1, 2, 3, 4, 5, 6, 7, 8, 9, 10, 11, 12, 13, 14, 15, 16, 17, 18, 19, 20, 21, 22, 23, 24, 25, 26, 27, 28, 29, 30, 31, 32, 33, 34, 35, 36, 37; Hermannstraße 1; Mückengasse 1; Waldtsraße 1, 2, 3, 5, Bauliche Gesamtanlage Historischer Ortskern von Lauchröden!/\|BW]] | Bauliche Gesamtanlage Historischer Ortskern von Lauchröden   | Lauchröden, Eisenacher Straße 2; Gerstunger Straße 1, 2, 3, 4, 5, 6, 7, 8, 9, 10, 11, 12, 13, 14, 15, 16, 17, 18, 19, 20, 21, 22, 23, 24, 25, 26, 27, 28, 29, 30, 31, 32, 33, 34, 35, 36, 37; Hermannstraße 1; Mückengasse 1; Waldtsraße 1, 2, 3, 5 (Karte) |           |                                                |    |
| [[Vorlage:Bilderwunsch/code!/O:!/C:50.913235,10.202748!/D:Bahnhofstraße 1, 4, 6; Berkaer Straße 1, 2, 3, 4, 4a, 5, 6, 7, 8, 9, 11, 13, 14, 16, 17, 18, 19, 20, 21; Eiermarkt komplett; Leipziger Straße (ehemalig Eisenacher Straße) 1, 2, 3, 4, 5, 6; Marktplatz (ehemalig Markt) komplett; Pfarrgässchen (ehemalig Pfarrgasse) komplett; Vachaer Straße 1, 2, 3, 4, 5, 6, 7, 8, 9, 10, 11, 12, 13, 14, 15, 16, 17, 18, 19, Bauliche Gesamtanlage Historischer Ortskern von Marksuhl!/\|BW]] | Bauliche Gesamtanlage Historischer Ortskern von Marksuhl     | Marksuhl, Bahnhofstraße 1, 4, 6; Berkaer Straße 1, 2, 3, 4, 4a, 5, 6, 7, 8, 9, 11, 13, 14, 16, 17, 18, 19, 20, 21; Eiermarkt komplett; Leipziger Straße (ehemalig Eisenacher Straße) 1, 2, 3, 4, 5, 6; Marktplatz (ehemalig Markt) komplett; Pfarrgässchen (ehemalig Pfarrgasse) komplett; Vachaer Straße 1, 2, 3, 4, 5, 6, 7, 8, 9, 10, 11, 12, 13, 14, 15, 16, 17, 18, 19 (Karte) |           |                                                |    |
| [[Vorlage:Bilderwunsch/code!/O:!/C:50.997559,10.095998!/D:Brunnenstraße 4, 6, 13, 14, 15, 19, 21, 23, 24, 26, 29, 31, 33, 39, 41, 43; Brunnenstraße (ehem. Hauptstraße) 4, 6, 13, 14, 15, 19, 21, 23, 24, 26, 29, 31, 33, 39, 41, 43; Herth 31, 34, 35, 36, Bauliche Gesamtanlage Historischer Dorfkern Neustädt!/\|BW]] | Bauliche Gesamtanlage Historischer Dorfkern Neustädt         | Neustädt, Brunnenstraße 4, 6, 13, 14, 15, 19, 21, 23, 24, 26, 29, 31, 33, 39, 41, 43; Brunnenstraße (ehem. Hauptstraße) 4, 6, 13, 14, 15, 19, 21, 23, 24, 26, 29, 31, 33, 39, 41, 43; Herth 31, 34, 35, 36 (Karte) |           |                                                |    |
| [[Vorlage:Bilderwunsch/code!/O:!/C:50.948995,10.18508!/D:Friedensteinstraße; Schafgasse 3; Schloss 1, 2, 3, 4; Weihersgasse 1, 4, 6; Friedensteinstraße (ehem. Hauptstraße) 7, 9, 11, 17, 18, 20, 23, 24, 26, 27, 28, 29, 34, 35, 36, 37, 38, 39, 40, 42, 45, 46, 47, 49, 52, 53, 54, 56, 58, 59, 60, 61, 62, 63, 65, 67, 69, 73, 75, 77, 79, 81; Hagelgasse 2, 4, 5; Kapellenstraße (ehem. Mühlgasse) 1, 3, 5, 7, 11, 14, Bauliche Gesamtanlage Historischer Dorfkern Oberellen!/\|BW]]      | Bauliche Gesamtanlage Historischer Dorfkern Oberellen        | Oberellen, Friedensteinstraße; Schafgasse 3; Schloss 1, 2, 3, 4; Weihersgasse 1, 4, 6; Friedensteinstraße (ehem. Hauptstraße) 7, 9, 11, 17, 18, 20, 23, 24, 26, 27, 28, 29, 34, 35, 36, 37, 38, 39, 40, 42, 45, 46, 47, 49, 52, 53, 54, 56, 58, 59, 60, 61, 62, 63, 65, 67, 69, 73, 75, 77, 79, 81; Hagelgasse 2, 4, 5; Kapellenstraße (ehem. Mühlgasse) 1, 3, 5, 7, 11, 14 (Karte) |           |                                                |    |
| [[Vorlage:Bilderwunsch/code!/O:!/C:50.953902,10.056748!/D:Alte Braugasse komplett; Am Bach 64, 65, 66, 67, 68, 69, 70, 79, 118; Aumühlengasse komplett; Gunkelsgasse komplett; Kirchplatz komplett; Landstraße 39; Neue Braugasse komplett; Untersuhler Straße (ehem. Hauptstr. und Hingasse) komplett; Wiesenweg (ehem. Eisfeld) 1, 2, 3, 4, 6, 8, 10, Bauliche Gesamtanlage Historischer Ortskern Untersuhl!/\|BW]]                                                                         | Bauliche Gesamtanlage Historischer Ortskern Untersuhl        | Untersuhl, Alte Braugasse komplett; Am Bach 64, 65, 66, 67, 68, 69, 70, 79, 118; Aumühlengasse komplett; Gunkelsgasse komplett; Kirchplatz komplett; Landstraße 39; Neue Braugasse komplett; Untersuhler Straße (ehem. Hauptstr. und Hingasse) komplett; Wiesenweg (ehem. Eisfeld) 1, 2, 3, 4, 6, 8, 10 (Karte)                                                                     |           |                                                |    |

## Einzeldenkmale nach Gemarkungen

### Gerstungen
| Bild                                    | Bezeichnung                                          | Lage                                      | Datierung | Beschreibung    | ID |
| --------------------------------------- | ---------------------------------------------------- | ----------------------------------------- | --------- | --------------- | -- |
| BW                                      | Hofanlage                                            | Gerstungen, Am Erlenbach 2 (Karte)        |           |                 |    |
| BW                                      | Wohnhaus                                             | Gerstungen, An der Kirche 4 (Karte)       |           |                 |    |
| BW                                      | Pfarrhaus                                            | Gerstungen, An der Kirche 6 (Karte)       |           |                 |    |
| weitere Bilder Fotos hochladen          | Evangelische Kirche                                  | Gerstungen, An der Kirche 8 (Karte)       |           | mit Ausstattung |    |
| BW                                      | Kirchhof                                             | Gerstungen, An der Kirche 8 (Karte)       |           | mit Ausstattung |    |
| BW                                      | Kirchhofmauer                                        | Gerstungen, An der Kirche 8 (Karte)       |           | mit Ausstattung |    |
| Direkt Bild zu diesem Denkmal hochladen | Grabsteine                                           | Gerstungen, An der Kirche 8               |           | mit Ausstattung |    |
| BW                                      | Wohnhaus                                             | Gerstungen, An der Kirche 10 (Karte)      |           |                 |    |
| BW                                      | Wohnhaus                                             | Gerstungen, An der Kirche 12 (Karte)      |           |                 |    |
| BW                                      | Wohnhaus                                             | Gerstungen, An der Kirche 14 (Karte)      |           |                 |    |
| BW                                      | Bahnhof                                              | Gerstungen, Bahnhofsplatz 6 (Karte)       |           |                 |    |
| Direkt Bild zu diesem Denkmal hochladen | Wasserturm                                           | Gerstungen, Bahnhofsplatz 6               |           |                 |    |
| Direkt Bild zu diesem Denkmal hochladen | Wasserkran                                           | Gerstungen, Bahnhofsplatz 6               |           |                 |    |
| BW                                      | Wohnhaus                                             | Gerstungen, Brückenstraße 4 (Karte)       |           |                 |    |
| BW                                      | Wohnhaus                                             | Gerstungen, Brückenstraße 6 (Karte)       |           |                 |    |
| BW                                      | Wohnhaus                                             | Gerstungen, Friedhofstraße 2 (Karte)      |           |                 |    |
| BW                                      | Wohnhaus                                             | Gerstungen, Friedhofstraße 7 (Karte)      |           |                 |    |
| BW                                      | Wohnhaus                                             | Gerstungen, Friedhofstraße 9 (Karte)      |           |                 |    |
| BW                                      | Wohnhaus                                             | Gerstungen, Friedhofstraße 10 (Karte)     |           |                 |    |
| BW                                      | Hofanlage                                            | Gerstungen, Friedhofstraße 12 (Karte)     |           |                 |    |
| BW                                      | Wohnhaus                                             | Gerstungen, Im Brühl 6 (Karte)            |           |                 |    |
| BW                                      | Wohn- und Geschäftshaus                              | Gerstungen, Im Brühl 8 (Karte)            |           |                 |    |
| BW                                      | Wohn- und Geschäftshaus                              | Gerstungen, Im Jordan 1 (Karte)           |           |                 |    |
| BW                                      | Wohnhaus                                             | Gerstungen, Im Jordan 3 (Karte)           |           |                 |    |
| BW                                      | Wohnhaus                                             | Gerstungen, Im Jordan 6 (Karte)           |           |                 |    |
| BW                                      | Wohnhaus                                             | Gerstungen, Im Jordan 10 (Karte)          |           |                 |    |
| BW                                      | Wohn- und Geschäftshaus / Ehem. Rathaus              | Gerstungen, Karlstraße 1 (Karte)          |           |                 |    |
| BW                                      | Scheune                                              | Gerstungen, Karlstraße 12 (Karte)         |           |                 |    |
| BW                                      | Wohnhaus                                             | Gerstungen, Karlstraße 13 (Karte)         |           |                 |    |
| BW                                      | Scheune                                              | Gerstungen, Karlstraße 13 (Karte)         |           |                 |    |
| BW                                      | Hofanlage                                            | Gerstungen, Karlstraße 14 (Karte)         |           |                 |    |
| BW                                      | Wohnhaus                                             | Gerstungen, Karlstraße 16 (Karte)         |           |                 |    |
| BW                                      | Wohnhaus                                             | Gerstungen, Karlstraße 17 (Karte)         |           |                 |    |
| BW                                      | Scheune                                              | Gerstungen, Karlstraße 17 (Karte)         |           |                 |    |
| BW                                      | Wohnhaus                                             | Gerstungen, Karlstraße 18 (Karte)         |           |                 |    |
| BW                                      | Wohnhaus                                             | Gerstungen, Karlstraße 21 (Karte)         |           |                 |    |
| BW                                      | Wohnhaus                                             | Gerstungen, Karlstraße 23b (Karte)        |           |                 |    |
| BW                                      | Wohnhaus                                             | Gerstungen, Karlstraße 27 (Karte)         |           |                 |    |
| BW                                      | Wohnhaus                                             | Gerstungen, Löbersgasse 6 (Karte)         |           |                 |    |
| BW                                      | Wohnhaus                                             | Gerstungen, Löbersgasse 9 (Karte)         |           |                 |    |
| BW                                      | Wohnhaus                                             | Gerstungen, Löbersgasse 12 (Karte)        |           |                 |    |
| BW                                      | Wohnhaus                                             | Gerstungen, Löbersgasse 14 (Karte)        |           |                 |    |
| BW                                      | Wohnhaus                                             | Gerstungen, Löbersgasse 15 (Karte)        |           |                 |    |
| BW                                      | Wohnhaus                                             | Gerstungen, Löbersgasse 17 (Karte)        |           |                 |    |
| BW                                      | Wohnhaus                                             | Gerstungen, Löbersgasse 20 (Karte)        |           |                 |    |
| BW                                      | Wohnhaus, Scheune                                    | Gerstungen, Löbersgasse 23 (Karte)        |           |                 |    |
| BW                                      | Kantorei                                             | Gerstungen, Marienstraße 1 (Karte)        |           |                 |    |
| BW                                      | Wohnhaus                                             | Gerstungen, Marienstraße 8 (Karte)        |           |                 |    |
| BW                                      | Torpfosten                                           | Gerstungen, Marienstraße 8 (Karte)        |           |                 |    |
| BW                                      | Wohnhaus                                             | Gerstungen, Marienstraße 9 (Karte)        |           |                 |    |
| BW                                      | Wohnhaus                                             | Gerstungen, Marienstraße 12 (Karte)       |           |                 |    |
| BW                                      | Wohnhaus                                             | Gerstungen, Marienstraße 14 (Karte)       |           |                 |    |
| BW                                      | Wohnhaus                                             | Gerstungen, Marienstraße 16 (Karte)       |           |                 |    |
| weitere Bilder Fotos hochladen          | Storchenbrunnen                                      | Gerstungen, Markt o. Nr. (Karte)          |           |                 |    |
| weitere Bilder Fotos hochladen          | Gedenkstein, sogenannter Limpertstein                | Gerstungen, Markt o. Nr.; Markt 8 (Karte) |           |                 |    |
| BW                                      | Wohnhaus                                             | Gerstungen, Markt 5 (Karte)               |           |                 |    |
| BW                                      | Scheune                                              | Gerstungen, Markt 5 (Karte)               |           |                 |    |
| BW                                      | Wohn- und Geschäftshaus                              | Gerstungen, Markt 6 (Karte)               |           |                 |    |
| BW                                      | Wohnhaus                                             | Gerstungen, Markt 7 (Karte)               |           |                 |    |
| BW                                      | Apotheke                                             | Gerstungen, Markt 9 (Karte)               |           |                 |    |
| BW                                      | Wohn- und Geschäftshaus                              | Gerstungen, Markt 15 (Karte)              |           |                 |    |
| BW                                      | Wohnhaus                                             | Gerstungen, Markt 19 (Karte)              |           |                 |    |
| BW                                      | Wohnhaus                                             | Gerstungen, Markt 29 (Karte)              |           |                 |    |
| BW                                      | Hofanlage                                            | Gerstungen, Mühlgasse 9 (Karte)           |           |                 |    |
| weitere Bilder Fotos hochladen          | Herrenhaus v. Witzleben, sogenannter Witzlebener Hof | Gerstungen, Mühlgasse 17 (Karte)          |           |                 |    |
| BW                                      | Wohnhaus                                             | Gerstungen, Mühlrasen 2 (Karte)           |           |                 |    |
| BW                                      | Postamt                                              | Gerstungen, Poststraße 5 (Karte)          |           |                 |    |
| BW                                      | Einfriedung                                          | Gerstungen, Poststraße 5 (Karte)          |           |                 |    |
| weitere Bilder Fotos hochladen          | Schloss                                              | Gerstungen, Sophienstraße 4 (Karte)       |           |                 |    |
| BW                                      | Nebengebäude                                         | Gerstungen, Sophienstraße 4 (Karte)       |           |                 |    |
| BW                                      | Wohnhaus                                             | Gerstungen, Weinbergstraße 7 (Karte)      |           |                 |    |
| BW                                      | Hofanlage                                            | Gerstungen, Wilhelmstraße 35 (Karte)      |           |                 |    |
| BW                                      | Villa                                                | Gerstungen, Wilhelmstraße 53 (Karte)      |           | mit Ausstattung |    |
| BW                                      | Remise                                               | Gerstungen, Wilhelmstraße 53a (Karte)     |           |                 |    |
| BW                                      | Park                                                 | Gerstungen, Wilhelmstraße 53, 53a (Karte) |           |                 |    |
| BW                                      | Einfriedung                                          | Gerstungen, Wilhelmstraße 53, 53a (Karte) |           |                 |    |

### Burkhardtroda
| Bild                                    | Bezeichnung                        | Lage                                             | Datierung | Beschreibung    | ID |
| --------------------------------------- | ---------------------------------- | ------------------------------------------------ | --------- | --------------- | -- |
| weitere Bilder Fotos hochladen          | Evangelische Filialkirche St. Anna | Burkhardtroda, Sankt-Annen-Straße o. Nr. (Karte) |           | mit Ausstattung |    |
| BW                                      | Kirchhof                           | Burkhardtroda, Sankt-Annen-Straße o. Nr. (Karte) |           |                 |    |
| weitere Bilder Fotos hochladen          | Alte Schule                        | Burkhardtroda, Sankt-Annen-Straße 2 (Karte)      |           |                 |    |
| BW                                      | Wohnhaus                           | Burkhardtroda, Sankt-Annen-Straße 7 (Karte)      |           |                 |    |
| BW                                      | Torpfeiler                         | Burkhardtroda, Sankt-Annen-Straße 7 (Karte)      |           |                 |    |
| BW                                      | Wohnhaus                           | Burkhardtroda, Sankt-Annen-Straße 13 (Karte)     |           |                 |    |
| Direkt Bild zu diesem Denkmal hochladen | Torpfosten                         | Burkhardtroda, Zum Blauen Berg 4                 |           |                 |    |

### Eckardtshausen
| Bild                                    | Bezeichnung                      | Lage                                                                  | Datierung | Beschreibung    | ID |
| --------------------------------------- | -------------------------------- | --------------------------------------------------------------------- | --------- | --------------- | -- |
| BW                                      | Wohnhaus                         | Eckardtshausen, Am Anger 2 (Karte)                                    |           |                 |    |
| BW                                      | Wohnhaus                         | Eckardtshausen, Am Anger 6 (Karte)                                    |           |                 |    |
| BW                                      | Torpfosten                       | Eckardtshausen, Am Anger 6 (Karte)                                    |           |                 |    |
| BW                                      | Pfarrhaus                        | Eckardtshausen, Kupfersuhler Straße 1 (Karte)                         |           |                 |    |
| weitere Bilder Fotos hochladen          | Evangelische St.-Matthäus-Kirche | Eckardtshausen, Lindenplatz o. Nr. (Karte)                            |           | mit Ausstattung |    |
| BW                                      | Kirchhof                         | Eckardtshausen, Lindenplatz o. Nr. (Karte)                            |           |                 |    |
| Direkt Bild zu diesem Denkmal hochladen | Grabstein                        | Eckardtshausen, Lindenplatz o. Nr.                                    |           |                 |    |
| BW                                      | Lindenplatz                      | Eckardtshausen, Lindenplatz o. Nr. (Karte)                            |           |                 |    |
| BW                                      | Wohnhaus                         | Eckardtshausen, Marksuhler Straße 15, 17 (Karte)                      |           |                 |    |
| weitere Bilder Fotos hochladen          | Gasthof Zum Auerhahn             | Eckardtshausen, Wilhelmsthal 3 (Karte)                                |           | mit Ausstattung |    |
| BW                                      | Freifläche                       | Eckardtshausen, Wilhelmsthal 3 (Karte)                                |           |                 |    |
| Fotos hochladen                         | Wohnhaus / Waldhaus              | Eckardtshausen, Wilhelmsthal 20 (Karte)                               |           |                 |    |
| BW                                      | Hofanlage                        | Eckardtshausen, Wilhelmsthaler Straße 6 (Karte)                       |           |                 |    |
| Direkt Bild zu diesem Denkmal hochladen | Gefallenendenkmal                | Eckardtshausen, außerhalb des südlichen Ortsrandes Am obern Geisraine |           |                 |    |

### Epichnellen
| Bild                           | Bezeichnung                 | Lage                                   | Datierung | Beschreibung | ID |
| ------------------------------ | --------------------------- | -------------------------------------- | --------- | ------------ | -- |
| BW                             | Villa, sogenannter Annenhof | Epichnellen, Bahnhof Förtha 1 (Karte)  |           |              |    |
| BW                             | Garten                      | Epichnellen, Bahnhof Förtha 1 (Karte)  |           |              |    |
| weitere Bilder Fotos hochladen | Bahnhof                     | Epichnellen, Bahnhof Förtha 10 (Karte) |           |              |    |

### Förtha
| Bild                           | Bezeichnung                                                                       | Lage                                     | Datierung | Beschreibung    | ID |
| ------------------------------ | --------------------------------------------------------------------------------- | ---------------------------------------- | --------- | --------------- | -- |
| BW                             | Wohnhaus                                                                          | Förtha, Alte Marksuhler Straße 2 (Karte) |           |                 |    |
| weitere Bilder Fotos hochladen | Evangelisch-lutherische Filialkirche                                              | Förtha, Alte Obereller Straße 2 (Karte)  |           | mit Ausstattung |    |
| BW                             | Hofanlage                                                                         | Förtha, Alte Obereller Straße 3 (Karte)  |           |                 |    |
| weitere Bilder Fotos hochladen | Gefallenenehrenmal 1. Weltkrieg                                                   | Förtha, Alte Obereller Straße 4 (Karte)  |           |                 |    |
| BW                             | Wohnhaus                                                                          | Förtha, Alte Obereller Straße 5 (Karte)  |           |                 |    |
| BW                             | Wohnhaus                                                                          | Förtha, Alte Obereller Straße 7 (Karte)  |           |                 |    |
| BW                             | Scheune                                                                           | Förtha, Alte Obereller Straße 7 (Karte)  |           |                 |    |
| BW                             | Wohnhaus                                                                          | Förtha, Alte Obereller Straße 9 (Karte)  |           |                 |    |
| BW                             | Wohnhaus                                                                          | Förtha, Am Dorfbrunnen 2 (Karte)         |           |                 |    |
| BW                             | Wohnhaus                                                                          | Förtha, Am Dorfbrunnen 13 (Karte)        |           |                 |    |
| BW                             | Wohnhaus                                                                          | Förtha, Am Dorfbrunnen 21 (Karte)        |           |                 |    |
| BW                             | Alte Schule                                                                       | Förtha, Frankfurter Straße 5 (Karte)     |           |                 |    |
| BW                             | Wohn- und Gasthaus mit Saal, Pfarrhaus, dann Weißes Roß, später Am Elteschlößchen | Förtha, Frankfurter Straße 7 (Karte)     |           |                 |    |
| BW                             | Wohnhaus                                                                          | Förtha, Frankfurter Straße 11 (Karte)    |           |                 |    |
| weitere Bilder Fotos hochladen | Gasthof Goldener Löwe                                                             | Förtha, Frankfurter Straße 15 (Karte)    |           |                 |    |
| BW                             | Wohnhaus                                                                          | Förtha, Frankfurter Straße 19 (Karte)    |           |                 |    |
| BW                             | Mühlengehöft Obermühle                                                            | Förtha, Zur Mühle 19 (Karte)             |           | mit Ausstattung |    |

### Josthof
| Bild | Bezeichnung                                      | Lage                            | Datierung | Beschreibung | ID |
| ---- | ------------------------------------------------ | ------------------------------- | --------- | ------------ | -- |
| BW   | Denkmal für die Gefallenen des Ersten Weltkriegs | Josthof, Josthof o. Nr. (Karte) |           |              |    |
| BW   | Wohnhaus                                         | Josthof, Josthof 4 (Karte)      |           |              |    |

### Lauchröden
| Bild                           | Bezeichnung                                    | Lage                                            | Datierung | Beschreibung    | ID |
| ------------------------------ | ---------------------------------------------- | ----------------------------------------------- | --------- | --------------- | -- |
| BW                             | Gasthaus                                       | Lauchröden, Eisenacher Straße 2 (Karte)         |           |                 |    |
| BW                             | Wohn- und Geschäftshaus                        | Lauchröden, Eisenacher Straße 4 (Karte)         |           |                 |    |
| BW                             | Gefallenendenkmal                              | Lauchröden, Gerstunger Straße o. Nr. (Karte)    |           |                 |    |
| weitere Bilder Fotos hochladen | Evangelisch-lutherische Pfarrkirche St. Martin | Lauchröden, Gerstunger Straße o. Nr. (Karte)    |           | mit Ausstattung |    |
| BW                             | Einfriedung                                    | Lauchröden, Gerstunger Straße o. Nr. (Karte)    |           |                 |    |
| BW                             | Kirchhof                                       | Lauchröden, Gerstunger Straße o. Nr. (Karte)    |           |                 |    |
| weitere Bilder Fotos hochladen | Herrenhaus, sogenannte Kemenate                | Lauchröden, Gerstunger Straße 1 (Karte)         |           |                 |    |
| BW                             | Torbau                                         | Lauchröden, Gerstunger Straße 1 (Karte)         |           |                 |    |
| BW                             | Hofmauer                                       | Lauchröden, Gerstunger Straße 1 (Karte)         |           |                 |    |
| BW                             | Hofanlage                                      | Lauchröden, Gerstunger Straße 4 (Karte)         |           |                 |    |
| BW                             | Torpfosten                                     | Lauchröden, Gerstunger Straße 4 (Karte)         |           |                 |    |
| BW                             | Mauer                                          | Lauchröden, Gerstunger Straße 4 (Karte)         |           |                 |    |
| BW                             | Wohnhaus                                       | Lauchröden, Gerstunger Straße 6 (Karte)         |           |                 |    |
| BW                             | Wohnhaus                                       | Lauchröden, Gerstunger Straße 11 (Karte)        |           |                 |    |
| BW                             | Wohnhaus                                       | Lauchröden, Gerstunger Straße 16 (Karte)        |           |                 |    |
| BW                             | Wohnhaus                                       | Lauchröden, Gerstunger Straße 19 (Karte)        |           |                 |    |
| BW                             | Wohnhaus                                       | Lauchröden, Gerstunger Straße 23 (Karte)        |           |                 |    |
| BW                             | Wohnhaus                                       | Lauchröden, Mühlenstraße 2 (Karte)              |           |                 |    |
| BW                             | Wohnhaus                                       | Lauchröden, Quergasse 1 (Karte)                 |           |                 |    |
| weitere Bilder Fotos hochladen | Wohnhaus, sogenanntes Schwarzes Schloss        | Lauchröden, Untereller Straße 3 (Karte)         |           |                 |    |
| BW                             | Wirtschaftsgebäude                             | Lauchröden, Untereller Straße 3 (Karte)         |           |                 |    |
| BW                             | Einfriedung                                    | Lauchröden, Untereller Straße 3 (Karte)         |           |                 |    |
| weitere Bilder Fotos hochladen | Mühlengehöft Rimbachs Mühle                    | Lauchröden, Untereller Straße 8 (Karte)         |           | mit Ausstattung |    |
| BW                             | Wohnhaus                                       | Lauchröden, Werrastraße 8 (Karte)               |           |                 |    |
| weitere Bilder Fotos hochladen | Burganlage Brandenburg                         | Lauchröden, Feldflur An der Brandenburg (Karte) | 1138      |                 |    |

### Marksuhl
| Bild                                    | Bezeichnung                                              | Lage                                          | Datierung | Beschreibung                                                         | ID |
| --------------------------------------- | -------------------------------------------------------- | --------------------------------------------- | --------- | -------------------------------------------------------------------- | -- |
| weitere Bilder Fotos hochladen          | Residenzschloss Marksuhl                                 | Marksuhl, Bahnhofstraße 1; Marktplatz (Karte) |           |                                                                      |    |
| BW                                      | Wohnhaus                                                 | Marksuhl, Bahnhofstraße 6 (Karte)             |           |                                                                      |    |
| Direkt Bild zu diesem Denkmal hochladen | Hofanlage                                                | Marksuhl, Baueshof 3                          |           |                                                                      |    |
| BW                                      | Wohnhaus                                                 | Marksuhl, Berkaer Straße 3 (Karte)            |           |                                                                      |    |
| BW                                      | Wohnhaus                                                 | Marksuhl, Berkaer Straße 5 (Karte)            |           |                                                                      |    |
| BW                                      | Scheune                                                  | Marksuhl, Berkaer Straße 5 (Karte)            |           |                                                                      |    |
| BW                                      | Wohnhaus, Torpfosten                                     | Marksuhl, Berkaer Straße 9 (Karte)            |           |                                                                      |    |
| BW                                      | Wohnhaus                                                 | Marksuhl, Berkaer Straße 13 (Karte)           |           |                                                                      |    |
| BW                                      | Wohnhaus                                                 | Marksuhl, Berkaer Straße 14 (Karte)           |           |                                                                      |    |
| BW                                      | Brauhaus                                                 | Marksuhl, Berkaer Straße 20 (Karte)           |           |                                                                      |    |
| BW                                      | Zwei Grabmale                                            | Marksuhl, Berkaer Straße 28 (Karte)           |           |                                                                      |    |
| BW                                      | Wohnhaus                                                 | Marksuhl, Eiermarkt 6 (Karte)                 |           |                                                                      |    |
| BW                                      | Doppelwohnhaus                                           | Marksuhl, Eiermarkt 7, 8 (Karte)              |           |                                                                      |    |
| BW                                      | Wohnhaus                                                 | Marksuhl, Hirtgasse 6 (Karte)                 |           |                                                                      |    |
| Direkt Bild zu diesem Denkmal hochladen | Kriegerdenkmal für die Gefallenen des Ersten Weltkrieges | Marksuhl, Leipziger Straße o. Nr.             |           |                                                                      |    |
| BW                                      | Wohnhaus                                                 | Marksuhl, Leipziger Straße 1 (Karte)          |           |                                                                      |    |
| BW                                      | Wohnhaus                                                 | Marksuhl, Leipziger Straße 12 (Karte)         |           |                                                                      |    |
| Direkt Bild zu diesem Denkmal hochladen | Wohn- und Geschäftshaus                                  | Marksuhl, Leipziger Straße 13                 |           | mit Innenausstattung; Adresse nicht mehr im Thüringenviewer kartiert |    |
| BW                                      | Wohnhaus                                                 | Marksuhl, Leipziger Straße 14 (Karte)         |           |                                                                      |    |
| BW                                      | Evangelische Kirche St. Hubertus                         | Marksuhl, Marktplatz 1 (Karte)                |           |                                                                      |    |
| BW                                      | Schule                                                   | Marksuhl, Marktplatz 2 (Karte)                |           |                                                                      |    |
| BW                                      | Wohnhaus, ehemals Gasthaus 'Zur Krone'                   | Marksuhl, Marktplatz 4 (Karte)                |           |                                                                      |    |
| BW                                      | Wohnhaus                                                 | Marksuhl, Marktplatz 6 (Karte)                |           |                                                                      |    |
| BW                                      | Wohn- und Gasthaus Zum goldnen Engel                     | Marksuhl, Marktplatz 7 (Karte)                |           |                                                                      |    |
| BW                                      | Wohn- und Geschäftshaus                                  | Marksuhl, Marktplatz 8; Bahnhofstraße (Karte) |           | mit Innenausstattung                                                 |    |
| BW                                      | Pfarrhaus                                                | Marksuhl, Pfarrgässchen 4 (Karte)             |           |                                                                      |    |
| Direkt Bild zu diesem Denkmal hochladen | Gemeindehaus, Haus des Gemeinderates                     | Marksuhl, Thälmannstraße                      |           |                                                                      |    |
| BW                                      | Wohnhaus                                                 | Marksuhl, Vachaer Straße 6 (Karte)            |           | mit Ausstattung                                                      |    |
| BW                                      | Wohnhaus                                                 | Marksuhl, Vachaer Straße 9 (Karte)            |           |                                                                      |    |
| BW                                      | Wohnhaus                                                 | Marksuhl, Vachaer Straße 14 (Karte)           |           |                                                                      |    |
| BW                                      | Wohnhaus                                                 | Marksuhl, Vachaer Straße 18 (Karte)           |           |                                                                      |    |
| BW                                      | Wohnhaus                                                 | Marksuhl, Vachaer Straße 19 (Karte)           |           |                                                                      |    |
| BW                                      | Wohnhaus                                                 | Marksuhl, Vachaer Straße 29 (Karte)           |           |                                                                      |    |
| Direkt Bild zu diesem Denkmal hochladen | Gedenkstein für Oberjägermeister Freiherr von Fritsch    | Marksuhl, Flur 22, Flurstück 1978             |           |                                                                      |    |

### Mölmeshof
| Bild | Bezeichnung | Lage                                 | Datierung | Beschreibung | ID |
| ---- | ----------- | ------------------------------------ | --------- | ------------ | -- |
| BW   | Hofanlage   | Mölmeshof, Mölmeshof 1, 2, 3 (Karte) |           |              |    |

### Neustädt
| Bild                           | Bezeichnung                | Lage                                   | Datierung | Beschreibung | ID |
| ------------------------------ | -------------------------- | -------------------------------------- | --------- | ------------ | -- |
| BW                             | Wohnhaus                   | Neustädt, Braugasse 2 (Karte)          |           |              |    |
| BW                             | Wohnhaus                   | Neustädt, Braugasse 3 (Karte)          |           |              |    |
| BW                             | Brunnen                    | Neustädt, Brunnenstraße o. Nr. (Karte) |           |              |    |
| BW                             | Wohnhaus                   | Neustädt, Brunnenstraße 13 (Karte)     |           |              |    |
| BW                             | Hofanlage (Landwirtschaft) | Neustädt, Brunnenstraße 21 (Karte)     |           |              |    |
| BW                             | Wohnhaus                   | Neustädt, Brunnenstraße 23 (Karte)     |           |              |    |
| BW                             | Wohnhaus                   | Neustädt, Brunnenstraße 26 (Karte)     |           |              |    |
| BW                             | Wohnhaus                   | Neustädt, Brunnenstraße 29 (Karte)     |           |              |    |
| BW                             | Torpfosten                 | Neustädt, Brunnenstraße 29 (Karte)     |           |              |    |
| BW                             | Wohnhaus                   | Neustädt, Brunnenstraße 31 (Karte)     |           |              |    |
| BW                             | Wohnhaus                   | Neustädt, Brunnenstraße 33 (Karte)     |           |              |    |
| BW                             | Nebengelass                | Neustädt, Brunnenstraße 33 (Karte)     |           |              |    |
| BW                             | Pfarrhaus                  | Neustädt, Brunnenstraße 35 (Karte)     |           |              |    |
| BW                             | Gasthaus Zur Linde         | Neustädt, Brunnenstraße 37 (Karte)     |           |              |    |
| BW                             | Wohnhaus                   | Neustädt, Brunnenstraße 41 (Karte)     |           |              |    |
| BW                             | Nebengelass                | Neustädt, Brunnenstraße 41 (Karte)     |           |              |    |
| BW                             | Wohnhaus                   | Neustädt, Eisfeld 43 (Karte)           |           |              |    |
| weitere Bilder Fotos hochladen | Evangelische Pfarrkirche   | Neustädt, Herth o. Nr. (Karte)         |           |              |    |
| BW                             | Kirchhof                   | Neustädt, Herth o. Nr. (Karte)         |           |              |    |
| BW                             | Wohnhaus                   | Neustädt, Herth 31 (Karte)             |           |              |    |
| BW                             | Wohnhaus                   | Neustädt, Herth 35 (Karte)             |           |              |    |
| BW                             | Hofanlage (Landwirtschaft) | Neustädt, Hintergasse 21 (Karte)       |           |              |    |
| BW                             | Wohnhaus                   | Neustädt, Hintergasse 23 (Karte)       |           |              |    |
| BW                             | Hofanlage (Landwirtschaft) | Neustädt, Hintergasse 26 (Karte)       |           |              |    |
| BW                             | Wohnhaus                   | Neustädt, Hintergasse 28 (Karte)       |           |              |    |
| BW                             | Wohnhaus                   | Neustädt, Untergasse 74 (Karte)        |           |              |    |
| BW                             | Hofpflaster                | Neustädt, Untergasse 74 (Karte)        |           |              |    |

### Oberellen
| Bild                                    | Bezeichnung                                         | Lage                                     | Datierung | Beschreibung    | ID |
| --------------------------------------- | --------------------------------------------------- | ---------------------------------------- | --------- | --------------- | -- |
| weitere Bilder Fotos hochladen          | Villa Meyer                                         | Oberellen, Clausberg 7 (Karte)           |           | mit Ausstattung |    |
| BW                                      | Remise                                              | Oberellen, Clausberg 7 (Karte)           |           |                 |    |
| BW                                      | Park                                                | Oberellen, Clausberg 7 (Karte)           |           |                 |    |
| Direkt Bild zu diesem Denkmal hochladen | Einfriedung                                         | Oberellen, Clausberg 7                   |           |                 |    |
| BW                                      | Torpfosten                                          | Oberellen, Clausberg 7 (Karte)           |           |                 |    |
| BW                                      | Gedenkstein Friedenstein                            | Oberellen, Friedensplatz o. Nr. (Karte)  |           |                 |    |
| BW                                      | Wohnhaus                                            | Oberellen, Friedensteinstraße 11 (Karte) |           |                 |    |
| BW                                      | Wohnhaus                                            | Oberellen, Friedensteinstraße 17 (Karte) |           |                 |    |
| BW                                      | Wohnhaus                                            | Oberellen, Friedensteinstraße 18 (Karte) |           |                 |    |
| BW                                      | Hofanlage (Landwirtschaft)                          | Oberellen, Friedensteinstraße 20 (Karte) |           |                 |    |
| BW                                      | Wohnhaus                                            | Oberellen, Friedensteinstraße 28 (Karte) |           |                 |    |
| BW                                      | Wohnhaus                                            | Oberellen, Friedensteinstraße 35 (Karte) |           |                 |    |
| BW                                      | Scheune                                             | Oberellen, Friedensteinstraße 35 (Karte) |           |                 |    |
| BW                                      | Hofanlage (Landwirtschaft)                          | Oberellen, Friedensteinstraße 40 (Karte) |           |                 |    |
| BW                                      | Hofanlage (Landwirtschaft)                          | Oberellen, Friedensteinstraße 42 (Karte) |           |                 |    |
| BW                                      | Wohnhaus                                            | Oberellen, Friedensteinstraße 45 (Karte) |           |                 |    |
| BW                                      | Pfarrhaus                                           | Oberellen, Friedensteinstraße 46 (Karte) |           |                 |    |
| BW                                      | Wohnhaus                                            | Oberellen, Friedensteinstraße 47 (Karte) |           |                 |    |
| BW                                      | Hofmauer                                            | Oberellen, Friedensteinstraße 47 (Karte) |           |                 |    |
| BW                                      | Wohnhaus                                            | Oberellen, Friedensteinstraße 49 (Karte) |           |                 |    |
| BW                                      | Wohnhaus                                            | Oberellen, Friedensteinstraße 52 (Karte) |           |                 |    |
| BW                                      | Wohnhaus                                            | Oberellen, Friedensteinstraße 53 (Karte) |           |                 |    |
| BW                                      | Hofanlage (Landwirtschaft)                          | Oberellen, Friedensteinstraße 54 (Karte) |           |                 |    |
| BW                                      | Wohnhaus                                            | Oberellen, Friedensteinstraße 56 (Karte) |           |                 |    |
| BW                                      | Torpfosten                                          | Oberellen, Friedensteinstraße 56 (Karte) |           |                 |    |
| BW                                      | Wohnhaus                                            | Oberellen, Friedensteinstraße 58 (Karte) |           |                 |    |
| BW                                      | Wohnhaus                                            | Oberellen, Friedensteinstraße 59 (Karte) |           |                 |    |
| BW                                      | Hofanlage (Landwirtschaft)                          | Oberellen, Friedensteinstraße 61 (Karte) |           |                 |    |
| BW                                      | Wohnhaus                                            | Oberellen, Friedensteinstraße 62 (Karte) |           |                 |    |
| BW                                      | Hofanlage (Landwirtschaft)                          | Oberellen, Friedensteinstraße 65 (Karte) |           |                 |    |
| BW                                      | Wohnhaus                                            | Oberellen, Friedensteinstraße 67 (Karte) |           |                 |    |
| BW                                      | Wohnhaus                                            | Oberellen, Friedensteinstraße 73 (Karte) |           |                 |    |
| BW                                      | Scheune                                             | Oberellen, Friedensteinstraße 73 (Karte) |           |                 |    |
| BW                                      | Wohnhaus                                            | Oberellen, Friedensteinstraße 81 (Karte) |           |                 |    |
| weitere Bilder Fotos hochladen          | Hofanlage (Landwirtschaft), sogenannter Frommershof | Oberellen, Frommershof 1 (Karte)         |           |                 |    |
| BW                                      | Hofanlage (Landwirtschaft)                          | Oberellen, Hagelgasse 2 (Karte)          |           |                 |    |
| BW                                      | Wohnhaus                                            | Oberellen, Kapellenstraße 3 (Karte)      |           |                 |    |
| BW                                      | Nebengelass                                         | Oberellen, Kapellenstraße 3 (Karte)      |           |                 |    |
| weitere Bilder Fotos hochladen          | Schloss                                             | Oberellen, Schloss 1–2 (Karte)           |           | mit Ausstattung |    |
| BW                                      | Einfassungsmauer                                    | Oberellen, Schloss 1–2 (Karte)           |           |                 |    |
| weitere Bilder Fotos hochladen          | Evangelisch-lutherische Dorfkirche Oberellen        | Oberellen, Schloss 3 (Karte)             |           |                 |    |
| BW                                      | Kirchhof                                            | Oberellen, Schloss 3 (Karte)             |           |                 |    |
| Direkt Bild zu diesem Denkmal hochladen | Epitaph                                             | Oberellen, Schloss 3                     |           |                 |    |
| BW                                      | Gefallenendenkmal                                   | Oberellen, Schloss 3 (Karte)             |           |                 |    |
| BW                                      | Wohnhaus, sogenanntes Weißes Schloss                | Oberellen, Schloss 4 (Karte)             |           |                 |    |
| BW                                      | Friedhofskapelle                                    | Oberellen, Weiherstraße o. Nr. (Karte)   |           | mit Ausstattung |    |
| BW                                      | Wohnhaus                                            | Oberellen, Weiherstraße 1 (Karte)        |           |                 |    |

### Sallmannshausen
| Bild                                    | Bezeichnung                               | Lage                                                               | Datierung | Beschreibung    | ID |
| --------------------------------------- | ----------------------------------------- | ------------------------------------------------------------------ | --------- | --------------- | -- |
| BW                                      | Wirtschaftsgebäude                        | Sallmannshausen, Am Rain o. Nr. (Karte)                            |           |                 |    |
| BW                                      | Wohnhaus                                  | Sallmannshausen, Am Rain 11 (Karte)                                |           |                 |    |
| weitere Bilder Fotos hochladen          | Evangelische Marienkirche Sallmannshausen | Sallmannshausen, Rennsteigstraße o. Nr. (Karte)                    |           | mit Ausstattung |    |
| BW                                      | Kirchhof                                  | Sallmannshausen, Rennsteigstraße o. Nr. (Karte)                    |           |                 |    |
| BW                                      | Gefallenendenkmal                         | Sallmannshausen, Rennsteigstraße o. Nr. (Karte)                    |           |                 |    |
| BW                                      | Dorfanger                                 | Sallmannshausen, Rennsteigstraße o. Nr.; Unterstraße o.Nr. (Karte) |           |                 |    |
| Direkt Bild zu diesem Denkmal hochladen | Brunnen, Pumpe                            | Sallmannshausen, Rennsteigstraße o. Nr.; Unterstraße o.Nr.         |           |                 |    |
| BW                                      | Mühlengehöft                              | Sallmannshausen, Rennsteigstraße 3 (Karte)                         |           |                 |    |
| BW                                      | Wohnhaus                                  | Sallmannshausen, Rennsteigstraße 5 (Karte)                         |           |                 |    |
| BW                                      | Wohnhaus                                  | Sallmannshausen, Rennsteigstraße 9 (Karte)                         |           |                 |    |
| Direkt Bild zu diesem Denkmal hochladen | Torhaus                                   | Sallmannshausen, Rennsteigstraße 9                                 |           |                 |    |
| BW                                      | Wohnhaus                                  | Sallmannshausen, Rennsteigstraße 16 (Karte)                        |           |                 |    |
| BW                                      | Wohnhaus                                  | Sallmannshausen, Rennsteigstraße 18 (Karte)                        |           |                 |    |
| BW                                      | Scheune                                   | Sallmannshausen, Rennsteigstraße 18 (Karte)                        |           |                 |    |
| BW                                      | Einfriedung                               | Sallmannshausen, Rennsteigstraße 18 (Karte)                        |           |                 |    |
| BW                                      | Gasthaus Zum Schiff                       | Sallmannshausen, Unterstraße 22 (Karte)                            |           |                 |    |
| BW                                      | Wohnhaus                                  | Sallmannshausen, Unterstraße 27 (Karte)                            |           |                 |    |
| BW                                      | Torpfosten                                | Sallmannshausen, Unterstraße 27 (Karte)                            |           |                 |    |

### Unterellen
| Bild                                    | Bezeichnung                                                                                      | Lage                                        | Datierung | Beschreibung    | ID |
| --------------------------------------- | ------------------------------------------------------------------------------------------------ | ------------------------------------------- | --------- | --------------- | -- |
| BW                                      | Wohnhaus                                                                                         | Unterellen, Dorfstraße o. Nr. (Karte)       |           |                 |    |
| BW                                      | Wohnhaus                                                                                         | Unterellen, Dorfstraße 6 (Karte)            |           |                 |    |
| weitere Bilder Fotos hochladen          | Evangelisch-lutherische Dorfkirche St. Trinitatis, Heilige Dreifaltigkeit, Dreifaltigkeitskirche | Unterellen, Dorfstraße 28 (Karte)           |           | mit Ausstattung |    |
| BW                                      | Kirchhof                                                                                         | Unterellen, Dorfstraße 28 (Karte)           |           | mit Ausstattung |    |
| BW                                      | Wohnhaus                                                                                         | Unterellen, Grundstraße 7 (Karte)           |           |                 |    |
| BW                                      | Wohnhaus                                                                                         | Unterellen, Im kleinen Dorf 56, 56b (Karte) |           |                 |    |
| BW                                      | Wohnhaus                                                                                         | Unterellen, Im kleinen Dorf 58 (Karte)      |           |                 |    |
| BW                                      | Wohnhaus                                                                                         | Unterellen, Im kleinen Dorf 76 (Karte)      |           |                 |    |
| BW                                      | Mühlengehöft Obermühle: Wohnhaus                                                                 | Unterellen, Mühlgasse 93 (Karte)            |           |                 |    |
| BW                                      | Mühlengehöft Obermühle: Nebengelass                                                              | Unterellen, Mühlgasse 93 (Karte)            |           |                 |    |
| BW                                      | Hofanlage (Landwirtschaft)                                                                       | Unterellen, Obereller Straße 51 (Karte)     |           |                 |    |
| BW                                      | Wohnhaus                                                                                         | Unterellen, Weihersgasse 15 (Karte)         |           |                 |    |
| BW                                      | Rittergut von Herda, Schloss                                                                     | Unterellen, Weihersgasse 16 (Karte)         |           |                 |    |
| Direkt Bild zu diesem Denkmal hochladen | Gedenkstein Napoleonstein                                                                        | Unterellen, Flur Bei den hundert Sotteln    |           |                 |    |
| BW                                      | Gefallenendenkmal                                                                                | Unterellen, Flur 1, Flurstück 1 (Karte)     |           |                 |    |
| BW                                      | Grabsteine                                                                                       | Unterellen, Friedhof (Karte)                |           |                 |    |

### Untersuhl
| Bild | Bezeichnung                | Lage                                                    | Datierung | Beschreibung    | ID |
| ---- | -------------------------- | ------------------------------------------------------- | --------- | --------------- | -- |
| BW   | Wohnhaus                   | Untersuhl, Aumühlengasse 78 (Karte)                     |           |                 |    |
| BW   | Sowjetischer Ehrenfriedhof | Untersuhl, Friedhof (Karte)                             |           |                 |    |
| BW   | Gefallenendenkmal          | Untersuhl, Friedhof (Karte)                             |           |                 |    |
| BW   | Grabstein                  | Untersuhl, Friedhof (Karte)                             |           |                 |    |
| BW   | Wohnhaus                   | Untersuhl, Gunkelsgasse 89 (Karte)                      |           |                 |    |
| BW   | Grenzanlage                | Untersuhl, Im Heidelsfeld o. Nr. (Karte)                |           |                 |    |
| BW   | Evangelische Pfarrkirche   | Untersuhl, Kirchplatz o. Nr. (Karte)                    |           | mit Ausstattung |    |
| BW   | Kirchhof                   | Untersuhl, Kirchplatz o. Nr. (Karte)                    |           | mit Ausstattung |    |
| BW   | Wohnhaus                   | Untersuhl, Kirchplatz 64 (Karte)                        |           |                 |    |
| BW   | Wohnhaus                   | Untersuhl, Kirchplatz 65 (Karte)                        |           |                 |    |
| BW   | Wohnhaus                   | Untersuhl, Kirchplatz 66 (Karte)                        |           |                 |    |
| BW   | Wohnhaus                   | Untersuhl, Kirchplatz 67 (Karte)                        |           |                 |    |
| BW   | Wohnhaus                   | Untersuhl, Kirchplatz 69 (Karte)                        |           |                 |    |
| BW   | Wohnhaus                   | Untersuhl, Kirchplatz 71 (Karte)                        |           |                 |    |
| BW   | Wohnhaus                   | Untersuhl, Neue Braugasse 95 (Karte)                    |           |                 |    |
| BW   | Hofanlage (Landwirtschaft) | Untersuhl, Neue Braugasse 98 (Karte)                    |           |                 |    |
| BW   | Wohnhaus                   | Untersuhl, Untersuhler Straße 8 (Karte)                 |           |                 |    |
| BW   | Hofanlage                  | Untersuhl, Untersuhler Straße 9 (Karte)                 |           |                 |    |
| BW   | Wohnhaus                   | Untersuhl, Untersuhler Straße 18 (Karte)                |           |                 |    |
| BW   | Wohnhaus                   | Untersuhl, Untersuhler Straße 20 (Karte)                |           |                 |    |
| BW   | Wohnhaus                   | Untersuhl, Untersuhler Straße 22 (Karte)                |           |                 |    |
| BW   | Wohnhaus                   | Untersuhl, Untersuhler Straße 27 (Karte)                |           |                 |    |
| BW   | Schule                     | Untersuhl, Untersuhler Straße 28 (Karte)                |           |                 |    |
| BW   | Kindergarten               | Untersuhl, Untersuhler Straße 28 (Karte)                |           |                 |    |
| BW   | Wohnhaus                   | Untersuhl, Untersuhler Straße 35 (Karte)                |           |                 |    |
| BW   | Wohnhaus                   | Untersuhl, Untersuhler Straße 37 (Karte)                |           |                 |    |
| BW   | Hofanlage                  | Untersuhl, Untersuhler Straße 46 (Karte)                |           |                 |    |
| BW   | Wohnhaus                   | Untersuhl, Untersuhler Straße 47 (Karte)                |           |                 |    |
| BW   | Wohnhaus                   | Untersuhl, Wiesenweg 1 (Karte)                          |           |                 |    |
| BW   | Wohnhaus                   | Untersuhl, Wiesenweg 8 (Karte)                          |           |                 |    |
| BW   | Wegeobelisk                | Untersuhl, Landstraße (Abzweig nach Gerstungen) (Karte) |           |                 |    |

### Wolfsburg-Unkeroda
| Bild | Bezeichnung                 | Lage                                              | Datierung | Beschreibung    | ID |
| ---- | --------------------------- | ------------------------------------------------- | --------- | --------------- | -- |
| BW   | Evangelische Erlöser-Kirche | Wolfsburg-Unkeroda, Am Hopfenberge o. Nr. (Karte) |           | mit Ausstattung |    |
| BW   | Kirchhof                    | Wolfsburg-Unkeroda, Am Hopfenberge o. Nr. (Karte) |           |                 |    |
| BW   | Forsthaus                   | Wolfsburg-Unkeroda, Attchenbach 1 (Karte)         |           |                 |    |
| BW   | Nebengebäude                | Wolfsburg-Unkeroda, Attchenbach 1 (Karte)         |           |                 |    |
| BW   | Hofanlage (Landwirtschaft)  | Wolfsburg-Unkeroda, Lindenstraße 6 (Karte)        |           |                 |    |
| BW   | Wohnhaus                    | Wolfsburg-Unkeroda, Lindenstraße 8 (Karte)        |           |                 |    |
| BW   | Wohnhaus                    | Wolfsburg-Unkeroda, Lindenstraße 9 (Karte)        |           |                 |    |
| BW   | Wohnhaus                    | Wolfsburg-Unkeroda, Auf der Wolfsburg 13 (Karte)  |           |                 |    |
| BW   | Hofanlage                   | Wolfsburg-Unkeroda, Lindenstraße 11 (Karte)       |           |                 |    |
| BW   | Dorfanger                   | Wolfsburg-Unkeroda, Weingasse o. Nr. (Karte)      |           |                 |    |